# Puchar Rumunii w Rugby Union Mężczyzn 2014
Puchar Rumunii w Rugby Union Mężczyzn 2014 – sześćdziesiąta ósma edycja Cupa României w rugby union. Zarządzane przez Federațiă Română de Rugby zawody odbywały się w dniach 6 czerwca–30 listopada 2014 roku. Obrońcą tytułu był zespół CSA Steaua Bukareszt.
W rozegranym na Cluj Arena spotkaniu finałowym będącym powtórką z roku 2011 zmierzyły się zespoły CSM Universitatea Baia Mare i RCM Timișoara. Podobnie jak wówczas górą z pojedynku wyszli zawodnicy z Timișoary. Z meczów półfinałowych i finału odbyły się transmisje internetowe i telewizyjne.

## System rozgrywek
Federațiă Română de Rugby w listopadzie 2013 zapowiedziała, iż format zawodów zostanie zmieniony. Ogłoszony on został w marcu 2014 roku, wziąć w nich miały udział wszystkie drużyny uczestniczące w organizowanych przez nią centralnych rozgrywkach SuperLigi i Divizia Națională. Rywalizacja toczyła się w pierwszej fazie systemem ligowym w ramach czterech geograficznie wydzielonych grup, a czołowe dwie drużyny z każdej grupy awansowały do ćwierćfinałów. W fazie pucharowej pojedynki toczone były na neutralnych boiskach. Losowanie par półfinałowych odbyło się 30 października 2014 roku.

## Faza grupowa

### Transilvania
| 7 czerwca 201411:00 | CSM Universitatea Baia Mare | 83:6 | CS Știință Petroșani | Stadionul Lascăr Ghineț, Baia Mare |
| 7 czerwca 201411:00 |                             | 83:6 |                      | Stadionul Lascăr Ghineț, Baia Mare |

| 14 czerwca 201411:00 | RCM Timișoara | 18:3 | CSM Universitatea Baia Mare | Stadionul Gheorghe Rășcanu, Timișoara |
| 14 czerwca 201411:00 |               | 18:3 |                             | Stadionul Gheorghe Rășcanu, Timișoara |

| 1 października 2014 | CS Știință Petroșani | 0:110 | RCM Timișoara |  |
| 1 października 2014 |                      | 0:110 |               |  |

| 4 października 2014 | CS Știință Petroșani | 6:69 | CSM Universitatea Baia Mare |  |
| 4 października 2014 |                      | 6:69 |                             |  |

| 11 października 2014 | CSM Universitatea Baia Mare | 29:25 | RCM Timișoara | Stadionul Lascăr Ghineț, Baia Mare |
| 11 października 2014 |                             | 29:25 |               | Stadionul Lascăr Ghineț, Baia Mare |

| 7 października 201417:00 | RCM Timișoara | 116:0 | CS Știință Petroșani |  |
| 7 października 201417:00 |               | 116:0 |                      |  |

### Moldova
| 8 czerwca 201410:00 | CS Poli Agro Iași | 52:22 | CSM Bucovina Suceava | Stadionul Tepro, Jassy |
| 8 czerwca 201410:00 |                   | 52:22 |                      | Stadionul Tepro, Jassy |

| 19 lipca 201410:00 | CS Universitatea Cluj-Napoca | 59:9 | CS Poli Agro Iași | Parcul Sportiv Iuliu Hațieganu, Kluż-Napoka |
| 19 lipca 201410:00 |                              | 59:9 |                   | Parcul Sportiv Iuliu Hațieganu, Kluż-Napoka |

| 1 października 2014 | CSM Bucovina Suceava | 9:66 | CS Universitatea Cluj-Napoca | Stadionul Unirea, Suczawa |
| 1 października 2014 |                      | 9:66 |                              | Stadionul Unirea, Suczawa |

| 4 października 2014 | CSM Bucovina Suceava | 14:40 | CS Poli Agro Iași | Stadionul Unirea, Suczawa |
| 4 października 2014 |                      | 14:40 |                   | Stadionul Unirea, Suczawa |

| 11 października 2014 | CS Poli Agro Iași | 11:63 | CS Universitatea Cluj-Napoca | Stadionul Tepro, Jassy |
| 11 października 2014 |                   | 11:63 |                              | Stadionul Tepro, Jassy |

| 18 października 2014 | CS Universitatea Cluj-Napoca | 82:3 | CSM Bucovina Suceava | Cluj Arena, Kluż-Napoka |
| 18 października 2014 |                              | 82:3 |                      | Cluj Arena, Kluż-Napoka |

### Muntenia
| 7 czerwca 201417:00 | Dinamo Bukareszt | 71:6 | RC Bârlad | Stadionul Florea Dumitrache, Bukareszt |
| 7 czerwca 201417:00 |                  | 71:6 |           | Stadionul Florea Dumitrache, Bukareszt |

| 13 czerwca 201410:00 | CSA Steaua Bukareszt | 23:26 | Dinamo Bukareszt | Ghencea, Bukareszt |
| 13 czerwca 201410:00 |                      | 23:26 |                  | Ghencea, Bukareszt |

| 1 października 2014 | RC Bârlad | 16:62 | CSA Steaua Bukareszt | Stadionul Rulmentul, Bârlad |
| 1 października 2014 |           | 16:62 |                      | Stadionul Rulmentul, Bârlad |

| 4 października 2014 | RC Bârlad | 5:99 | Dinamo Bukareszt | Stadionul Rulmentul, Bârlad |
| 4 października 2014 |           | 5:99 |                  | Stadionul Rulmentul, Bârlad |

| 11 października 2014 | Dinamo Bukareszt | 17:17 | CSA Steaua Bukareszt | Stadionul Florea Dumitrache, Bukareszt |
| 11 października 2014 |                  | 17:17 |                      | Stadionul Florea Dumitrache, Bukareszt |

| 18 października 2014 | CSA Steaua Bukareszt | 99:10 | RC Bârlad | Ghencea, Bukareszt |
| 18 października 2014 |                      | 99:10 |           | Ghencea, Bukareszt |

### Dobrogea
| 6 czerwca 201410:45 | CSM Olimpia Bukareszt | 96:6 | CS Năvodari | Stadionul Olimpia, Bukareszt |
| 6 czerwca 201410:45 |                       | 96:6 |             | Stadionul Olimpia, Bukareszt |

| 6 czerwca 201417:00 | RCJ Farul Constanța | 102:6 | RCM Galați | Stadionul Mihai Naca, Konstanca |
| 6 czerwca 201417:00 |                     | 102:6 |            | Stadionul Mihai Naca, Konstanca |

| 11 czerwca 201417:00 | RCJ Farul Constanța | 12:24 | CSM Olimpia Bukareszt | Stadionul Mihai Naca, Konstanca |
| 11 czerwca 201417:00 |                     | 12:24 |                       | Stadionul Mihai Naca, Konstanca |

| 8 czerwca 201410:00 | CS Năvodari | 37:6 | RCM Galați | Stadionul Legmas, Năvodari |
| 8 czerwca 201410:00 |             | 37:6 |            | Stadionul Legmas, Năvodari |

| 1 października 2014 | CS Năvodari | 7:75 | RCJ Farul Constanța | Stadionul Legmas, Năvodari |
| 1 października 2014 |             | 7:75 |                     | Stadionul Legmas, Năvodari |

| 1 października 2014 | RCM Galați | 8:124 | CSM Olimpia Bukareszt | Stadionul Municipal, Gałacz |
| 1 października 2014 |            | 8:124 |                       | Stadionul Municipal, Gałacz |

| 4 października 2014 | CS Năvodari | 9:87 | CSM Olimpia Bukareszt | Stadionul Legmas, Năvodari |
| 4 października 2014 |             | 9:87 |                       | Stadionul Legmas, Năvodari |

| 4 października 2014 | RCM Galați | 9:123 | RCJ Farul Constanța | Stadionul Municipal, Gałacz |
| 4 października 2014 |            | 9:123 |                     | Stadionul Municipal, Gałacz |

| 11 października 2014 | CSM Olimpia Bukareszt | 21:16 | RCJ Farul Constanța | Stadionul Olimpia, Bukareszt |
| 11 października 2014 |                       | 21:16 |                     | Stadionul Olimpia, Bukareszt |

| 11 października 2014 | RCM Galați | 6:54 | CS Năvodari | Stadionul Municipal, Gałacz |
| 11 października 2014 |            | 6:54 |             | Stadionul Municipal, Gałacz |

| 18 października 2014 | RCJ Farul Constanța | 79:3 | CS Năvodari | Stadionul Mihai Naca, Konstanca |
| 18 października 2014 |                     | 79:3 |             | Stadionul Mihai Naca, Konstanca |

| 18 października 2014 | CSM Olimpia Bukareszt | 5:0 (wo.) | RCM Galați | Stadionul Olimpia, Bukareszt |
| 18 października 2014 |                       | 5:0 (wo.) |            | Stadionul Olimpia, Bukareszt |

## Faza pucharowa
|  |                              |                              |                       |                       |    |                             |                             |          |  |  |       |       |       |
|  | Ćwierćfinał                  | Ćwierćfinał                  | Ćwierćfinał           |                       |    | Półfinał                    | Półfinał                    | Półfinał |  |  | Finał | Finał | Finał |
|  | Ćwierćfinał                  | Ćwierćfinał                  | Ćwierćfinał           |                       |    | Półfinał                    | Półfinał                    | Półfinał |  |  | Finał | Finał | Finał |
|  | 29 października 2014         |                              |                       |                       |    |                             |                             |          |  |  |       |       |       |
|  |                              |                              |                       |                       |    |                             |                             |          |  |  |       |       |       |
|  | CSM Universitatea Baia Mare  | CSM Universitatea Baia Mare  | 29                    |                       |    |                             |                             |          |  |  |       |       |       |
|  | CSM Universitatea Baia Mare  | CSM Universitatea Baia Mare  | 29                    | 02 listopada 2014     |    |                             |                             |          |  |  |       |       |       |
|  | CS Universitatea Cluj-Napoca | CS Universitatea Cluj-Napoca | 7                     |                       |    |                             |                             |          |  |  |       |       |       |
|  | CS Universitatea Cluj-Napoca | CS Universitatea Cluj-Napoca | 7                     |                       |    | CSM Universitatea Baia Mare | CSM Universitatea Baia Mare | 18       |  |  |       |       |       |
|  | 29 października 2014         |                              |                       |                       |    | CSM Universitatea Baia Mare | CSM Universitatea Baia Mare | 18       |  |  |       |       |       |
|  |                              |                              | CSM Olimpia Bukareszt | CSM Olimpia Bukareszt | 16 |                             |                             |          |  |  |       |       |       |
|  | CSA Steaua Bukareszt         | CSA Steaua Bukareszt         | CSM Olimpia Bukareszt | CSM Olimpia Bukareszt | 16 | 18                          |                             |          |  |  |       |       |       |
|  | CSA Steaua Bukareszt         | CSA Steaua Bukareszt         |                       |                       |    | 18                          | 30 listopada 2014           |          |  |  |       |       |       |
|  | CSM Olimpia Bukareszt        | CSM Olimpia Bukareszt        | 19                    |                       |    |                             |                             |          |  |  |       |       |       |
|  | CSM Olimpia Bukareszt        | CSM Olimpia Bukareszt        | 19                    |                       |    | CSM Universitatea Baia Mare | CSM Universitatea Baia Mare | 14       |  |  |       |       |       |
|  | 29 października 2014         |                              |                       |                       |    | CSM Universitatea Baia Mare | CSM Universitatea Baia Mare | 14       |  |  |       |       |       |
|  |                              |                              | RCM Timișoara         | RCM Timișoara         | 19 |                             |                             |          |  |  |       |       |       |
|  | Dinamo Bukareszt             | Dinamo Bukareszt             | RCM Timișoara         | RCM Timișoara         | 19 | 30                          |                             |          |  |  |       |       |       |
|  | Dinamo Bukareszt             | Dinamo Bukareszt             | 02 listopada 2014     |                       |    | 30                          |                             |          |  |  |       |       |       |
|  | RCJ Farul Constanța          | RCJ Farul Constanța          | 18                    |                       |    |                             |                             |          |  |  |       |       |       |
|  | RCJ Farul Constanța          | RCJ Farul Constanța          | 18                    |                       |    | Dinamo Bukareszt            | Dinamo Bukareszt            | 12       |  |  |       |       |       |
|  | 29 października 2014         |                              |                       |                       |    | Dinamo Bukareszt            | Dinamo Bukareszt            | 12       |  |  |       |       |       |
|  |                              |                              | RCM Timișoara         | RCM Timișoara         | 78 |                             |                             |          |  |  |       |       |       |
|  | RCM Timișoara                | RCM Timișoara                | RCM Timișoara         | RCM Timișoara         | 78 | 123                         |                             |          |  |  |       |       |       |
|  | RCM Timișoara                | RCM Timișoara                |                       |                       |    |                             |                             |          |  |  |       |       |       |
|  | CS Poli Agro Iași            | CS Poli Agro Iași            | 0                     |                       |    |                             |                             |          |  |  |       |       |       |
|  | CS Poli Agro Iași            | CS Poli Agro Iași            | 0                     |                       |    |                             |                             |          |  |  |       |       |       |

| 29 października 201411:00 | CSM Universitatea Baia Mare | 29:7 | CS Universitatea Cluj-Napoca | Parcul Sportiv Iuliu Hațieganu, Kluż-Napoka |
| 29 października 201411:00 |                             | 29:7 |                              | Parcul Sportiv Iuliu Hațieganu, Kluż-Napoka |

| 29 października 201411:00 | CSA Steaua Bukareszt | 18:19 | CSM Olimpia Bukareszt | Stadionul Florea Dumitrache, Bukareszt |
| 29 października 201411:00 |                      | 18:19 |                       | Stadionul Florea Dumitrache, Bukareszt |

| 29 października 201415:00 | Dinamo Bukareszt | 30:18 | RCJ Farul Constanța | Ghencea, Bukareszt |
| 29 października 201415:00 |                  | 30:18 |                     | Ghencea, Bukareszt |

| 29 października 201416:00 | RCM Timișoara | 123:0 | CS Poli Agro Iași | Parcul Sportiv Iuliu Hațieganu, Kluż-Napoka |
| 29 października 201416:00 |               | 123:0 |                   | Parcul Sportiv Iuliu Hațieganu, Kluż-Napoka |

| 2 listopada 201410:00 | CSM Universitatea Baia Mare | 18:16 | CSM Olimpia Bukareszt | Ghencea, Bukareszt |
| 2 listopada 201410:00 |                             | 18:16 |                       | Ghencea, Bukareszt |

| 2 listopada 201412:00 | Dinamo Bukareszt | 12:78 | RCM Timișoara | Ghencea, Bukareszt |
| 2 listopada 201412:00 |                  | 12:78 |               | Ghencea, Bukareszt |

| 30 listopada 201418:30 | CSM Universitatea Baia Mare | 14:19 | RCM Timișoara | Cluj Arena, Kluż-Napoka |
| 30 listopada 201418:30 |                             | 14:19 |               | Cluj Arena, Kluż-Napoka |